# Martin Kesici

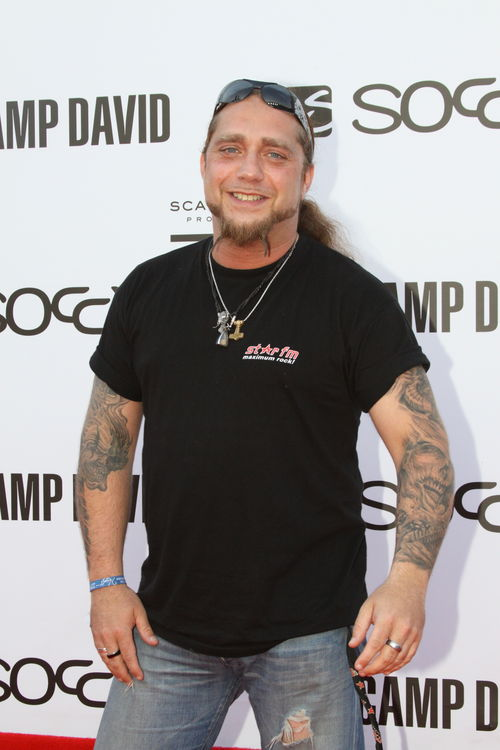
Martin Kesici (2011)

Martin Kesici (* 29. April 1973 in Berlin) ist ein deutscher Rockmusiker und Radiomoderator. Er wurde 2003 als einer der Gewinner der Casting-Show Star Search bekannt.

## Leben
Der Sohn einer Deutschen und eines Türken spielt seit 1994 in der Hard-Rock-Gruppe Enrichment als Gitarrist und Sänger. Bekannt wurde er, als er 2003 beim Sat.1-Wettbewerb Star Search gewann, was zu einem zweijährigen Plattenvertrag mit dem Label Universal Records führte. Kesicis erste Charterfolge waren die Pop-Single Angel of Berlin, die auf Platz eins in die Charts einstieg, sowie das zugehörige Album Em Kay. Auf späteren Veröffentlichungen war er zunehmend am Songwriting beteiligt, was sich in Songs äußerte, die deutlich in Richtung Hard-Rock abzielen. 2005 trat er beim Wacken Open Air auf, wurde jedoch vom Publikum ausgebuht und beschimpft, obwohl die Initiatoren des Wacken präventiv dessen Auftritt dort erklärten. Außerdem veröffentlichte Kesici in dem Jahr die Single Leaving You for Me zusammen mit der Ex-Nightwish-Frontfrau Tarja Turunen. Kesici nahm für die Singleauskopplung Troy der Fantastischen Vier den Refrain auf, was jedoch von den Verantwortlichen um die Gruppe nicht bekannt gemacht worden sei, weil Kesici ein Casting-Künstler ist.
Kesici arbeitet darüber hinaus als Sprecher bei Hörspielen. Er ist beim Heavy-Metal-Hörspiel Teiser zu hören. 2006 ist zudem ein weiteres Album erschienen, welches unter anderem den Song Save Me enthält, der auch der Titelsong des Ego-Shooters Übersoldier von cdv Software Entertainment ist. 2009 erschien sein erstes Buch Sex, Drugs & Castingsshows – Die Wahrheit über DSDS, Popstars & Co., worin er zusammen mit dem Popstars-Gewinner Markus Grimm über die Erfahrungen bei Castingshows berichtet. 2010 war er außerdem bei der Dokusoap Tattoo Attack – Deutsche Promis stechen zu bei RTL II zu sehen. Im Juli 2010 war Kesici in der Reality-Show Solitary auf ProSieben und November 2010 im Musikvideo Altogether Ooky der Bloodhound Gang zu sehen. Anfang Dezember war er bei taff auf ProSieben in der Serie Promis im Tempel zu sehen. 2011 nahm er an der Actionsendung Fort Boyard bei kabel eins teil.
Er moderierte bis Oktober 2014 die Radioshow T-Bone’s Breakfast Club auf Star FM. Der Radiosender Star FM gab am 28. Oktober 2014 bekannt, dass Kesici vorläufig von seiner Moderatorentätigkeit freigestellt sei. Begründet wurde dieser Schritt mit einer Äußerung Kesicis, durch die dieser Zustimmung zur am 26. Oktober 2014 stattgefundenen Demonstration der Gruppierung Hooligans gegen Salafisten (HoGeSa) geäußert hatte. Kesici selbst hatte vorher auf seinem Facebook-Account geschrieben: „Endlich gehen die Deutschen gegen die Salafisten auf die Straße. Wurde auch Zeit. Schönen Abend.“, diese Aussage später aber wieder von seinem Facebook-Account gelöscht und sich entschuldigt. Dennoch gab Star FM am 10. November 2014 auf seiner Facebook-Seite bekannt, dass „eine einvernehmliche Beendigung der Zusammenarbeit für beide Seiten die vernünftigste Lösung ist“.
Mitte Februar 2011 wurde bekannt, dass Kesici den Song Goodbye für die armenische Vorentscheidung zum Eurovision Song Contest 2011 komponiert hat. Seit 2011 ist Kesici Sänger der Berliner Rockband The Core. Das erste Album Inner Self wurde im August 2011 veröffentlicht. Im November 2011 gab Kesici in Stefan Schwenks Spielfilm Montrak – Meister der Vampire sein Schauspieldebüt. Darin spielte er neben Darstellern wie dem Grimme-Preisträger Sven Pippig einen bösartigen Vampir. Im Januar 2012 war Kesici Teilnehmer der sechsten Staffel von Ich bin ein Star – Holt mich hier raus!; er verließ das Camp freiwillig als Erster. Am 31. März 2012 nahm er am Pro7-Promiboxen teil. Sein Gegner beim Boxen war der ehemalige US5-Sänger Jay Khan, gegen den er nach Punkten verlor. Am 13. September 2013 ist die 38. Folge der Hörspielserie Gabriel Burns erschienen, in der Kesici eine Gastrolle als der Postbote Denis Hoverman hat. 2016 und 2017 nahm er an Die große ProSieben Völkerball Meisterschaft teil. 2017 nahm Kesici an der vierten Staffel von Adam sucht Eva - Promis im Paradies teil. 2019 war er Kandidat in der zweiten Staffel von Get the F*ck out of my House. 

## Diskografie

### Studioalben & EPs
| Jahr | Titel                   | Höchstplatzierung, Gesamtwochen, AuszeichnungChartplatzierungen (Jahr, Titel, Platzierungen, Wochen, Auszeichnungen, Anmerkungen) | Höchstplatzierung, Gesamtwochen, AuszeichnungChartplatzierungen (Jahr, Titel, Platzierungen, Wochen, Auszeichnungen, Anmerkungen) | Höchstplatzierung, Gesamtwochen, AuszeichnungChartplatzierungen (Jahr, Titel, Platzierungen, Wochen, Auszeichnungen, Anmerkungen) | Anmerkungen                                        |
| Jahr | Titel                   | DE | AT | CH | Anmerkungen                                        |
| ---- | ----------------------- | --- | --- | --- | -------------------------------------------------- |
| 2003 | Em Kay                  | DE2 Gold · (10 Wo.)DE | AT22 (4 Wo.)AT | CH30 (6 Wo.)CH | Erstveröffentlichung: 15. September 2003           |
| 2005 | So What …?! – Em Kay II | DE44 (2 Wo.)DE | — | — | Erstveröffentlichung: 21. Februar 2005             |
| 2011 | Inner Self              | — | — | — | Erstveröffentlichung: 26. August 2011 mit The Core |

### EPs
- 2012: EP 2012 (mit Enrichment)

### Singles
| Jahr | Titel Album                                | Höchstplatzierung, Gesamtwochen, AuszeichnungChartplatzierungen (Jahr, Titel, Album, Platzierungen, Wochen, Auszeichnungen, Anmerkungen) | Höchstplatzierung, Gesamtwochen, AuszeichnungChartplatzierungen (Jahr, Titel, Album, Platzierungen, Wochen, Auszeichnungen, Anmerkungen) | Höchstplatzierung, Gesamtwochen, AuszeichnungChartplatzierungen (Jahr, Titel, Album, Platzierungen, Wochen, Auszeichnungen, Anmerkungen) | Anmerkungen                                                                             |
| Jahr | Titel Album                                | DE | AT | CH | Anmerkungen                                                                             |
| ---- | ------------------------------------------ | --- | --- | --- | --------------------------------------------------------------------------------------- |
| 2003 | Angel of Berlin Em Kay                     | DE1 Gold · (11 Wo.)DE | AT8 (10 Wo.)AT | CH11 (12 Wo.)CH | Erstveröffentlichung: 2003                                                              |
| 2003 | Losing Game Em Kay                         | DE37 (9 Wo.)DE | AT56 (3 Wo.)AT | CH70 (3 Wo.)CH | Erstveröffentlichung: 20. Oktober 2003                                                  |
| 2003 | All for Love Em Kay                        | DE25 (8 Wo.)DE | — | CH71 (5 Wo.)CH | Erstveröffentlichung: 10. November 2003 mit Wohlfahrt, Wurst & Die Berliner Symphoniker |
| 2004 | Hang On So What …?! – Em Kay II            | DE21 (8 Wo.)DE | AT67 (3 Wo.)AT | CH57 (3 Wo.)CH | Erstveröffentlichung: 5. April 2004                                                     |
| 2004 | Egotrippin’ So What …?! – Em Kay II        | DE64 (4 Wo.)DE | — | — | Erstveröffentlichung: 20. September 2004                                                |
| 2005 | Leaving You for Me So What …?! – Em Kay II | DE19 (8 Wo.)DE | AT46 (4 Wo.)AT | CH44 (5 Wo.)CH | Erstveröffentlichung: 30. Januar 2005                                                   |

Weitere Singles
- 2010: My Heart Beats Pain
- 2013: Geschichten bleiben Geschichten (mit Wilde Flamme)
- 2016: Die Zeit kommt allein und nicht zu zweit (mit Wilde Flamme)
- 2020: Diese Welt

## Filmografie

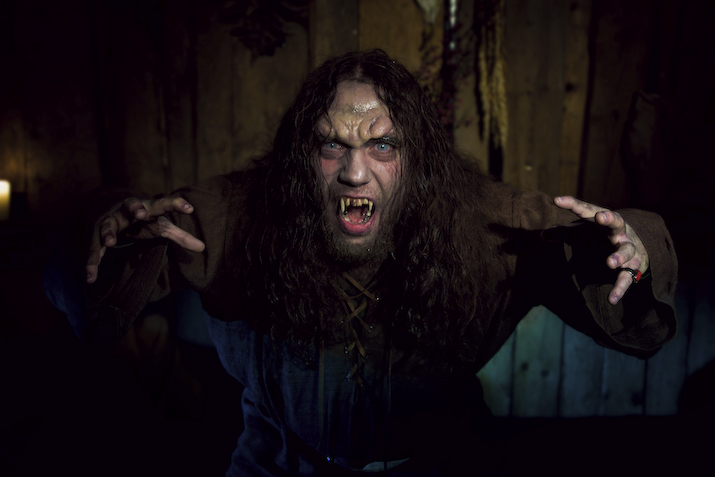
Martin Kesici im Film Montrak (2011)

- 2008: Urban Scumbags vs. Countryside Zombies: Reanimated
- 2011: Montrak – Meister der Vampire